# 69
Évszázadok: i. e. 1. század – 1. század – 2. század
Évtizedek: 10-es évek – 20-as évek – 30-as évek – 40-es évek – 50-es évek – 60-as évek – 70-es évek – 80-as évek – 90-es évek – 100-as évek – 110-es évek
Évek: 64 – 65 – 66 – 67 –  68 – 69 – 70 – 71 – 72 – 73 – 74

## Események

### Római Birodalom
- Galba császárt (helyettese január 15-től Otho császár, márciustól Lucius Verginius Rufus, áprilistól Cnaeus Arulenus Caelius Sabinus, júliustól Cnaeus Arrius Antoninus, szeptembertől Fabius Valens, novembertől Cnaeus Caecilius Simplex) és Titus Viniust (helyettese Lucius Salvius Otho Titianus, Lucius Pompeius Vopiscus, Titus Flavius Sabinus, Aulus Marius Celsus, Aulus Caecina Alienus, Rosius Regulus, Caius Quinctius Atticus) választják consulnak.
- A négy császár éve. Nero előző évi halála után sorban Galba, Otho, Vitellius és Vespasianus váltja egymást a császári trónon.
- Január 1. – Germania Superior provinciában a légiók nem esküsznek fel Galbára, fellázadnak és Vitelliust kiáltják ki császárnak.
- Január 10. – A gyermektelen Galba - hogy pozícióját megerősítse - Lucius Calpurnius Piso Licinianust fogadja örökbe és nevezi ki utódjának.
- January 15. – Otho, aki arra számított, hogy ő lesz Galba örököse, lefizeti a praetoriánus gárdát és meggyilkoltatja Galbát, valamint Titus Vinius consult. Licinianus a Vesta-templomban keres menedéket, de kirángatják és megölik.
- Othót császárrá kiáltják ki, de Vitellius mintegy 70 ezer katonával Róma ellen indul. Átkel az Alpokon és bár három kisebb összecsapásban alulmarad, április 14-én az első bedriacumi csatában döntő vereséget már Otho erőire, aki azután öngyilkos lesz.
- Vitellius elfoglalja a császári trónt.
- Július 1. - Tiberius Iulius Alexander egyiptomi prefektus utasítására az alexandriai légiók császárrá kiáltják ki Vespasianust. Példájukat hamarosan követik a júdeai és syriai légiók is.
- Kihasználva a birodalom káoszát a germán batavusok Caius Iulius Civilis vezetésével fellázadnak. Kezdeti sikereik után csatlakoznak hozzájuk Gallia Belgica gall törzsei is. A Legio V Alaudae és XV Primigenia légiókat beszorítják Castra Vetera (ma Xanten) erődjébe és ostrom alá veszik őket.
- Raetia és Moesia dunai légiói is csatlakoznak Vespasianushoz. Az őt támogató légiók Marcus Antonius Primus vezetésével október 24-25-én a második bedriacumi csatában döntő vereséget mérnek Vitellius erőire.
- Vitellius beleegyezik a lemondásba, de mikor Primus bevonul Rómába, támogatói rájuk támadnak és véres utcai harcokban sok ezren esnek el, köztük Vespasianus testvére, Titus Flavius Sabinus városi prefektus is. Vitelliust végül elfogják és kivégzik.
- Vespasianus eközben bevonul Egyiptomba, hogy kézben tartsa Itália gabonaellátását. Távollétében december 21-én a szenátus császárrá kiáltja ki.
- A rómaiak felmentik az ostromlott Castra Veterát, a batavusok visszavonulnak. A római parancsnok, Hordeonius Flaccus ünnepeltetni akarja Vespasianust, de légiói korábban Vitellius pártján álltak és felháborodásukban megölik Flaccust. A batavusok kihasználják a parancsnok nélkül maradt római hadsereg zűrzavarát és ismét ostrom alá veszik Castra Veterát.
- A birodalom káoszát kihasználva Venutius, a britanniai brigesek volt királya elűzi volt feleségét, Cartimanduát a trónról.

## Születések
- Caius Suetonius Tranquillus, római történetíró
- Polycarpus, szmirnai püspök, vértanú

## Halálozások
- Január 15. – Galba, római császár
- április 16. – Otho, római császár
- december 22. – Vitellius, római császár
- Lucius Calpurnius Piso Frugi Licinianus, római politikus
- Titus Vinius, római politikus
- Titus Flavius Sabinus, Vespasianus bátyja, praefectus urbi
- Ofonius Tigellinus, császári testőrparancsnok
- Locusta, római méregkeverő

## Fordítás
- Ez a szócikk részben vagy egészben  az   AD 69 című angol Wikipédia-szócikk ezen változatának fordításán alapul.  Az eredeti cikk szerkesztőit annak laptörténete sorolja fel. Ez a jelzés csupán a megfogalmazás eredetét és a szerzői jogokat jelzi, nem szolgál a cikkben szereplő információk forrásmegjelöléseként.